# قمينس
قمينس بلدة ليبية. تقع على ساحل خليج سرت. وتبعد عن مدينة بنغازي نحو 50 كيلومترا باتجاه الجنوب. وتعتبر منطقة زراعية. وتتبع المدينة بلدية بنغازي وتشتهر منطقة قمينس بزراعة النعناع وبشواطئها النظيفة التي تبعد عن المنطقة حوالي 6 كم.
قبل دخول الإسلام إلى ليبيا عام 642، كان كامينوس (Chaminos) هو الاسم الذي عُرفت به قمينس.